# Джеръм Кърн
Джеръм Дейвид Кърн (на английски: Jerome David Kern) е американски композитор на мюзикъли и популярна музика. Считан е за един от най-важните американски театрални композитори, пише над 700 песни, използвани в над 100 сценични постановки, като Ol' Man River, Can't Help Lovin' Dat Man, A Fine Romance, Smoke Gets in Your Eyes, All the Things You Are, The Way You Look Tonight, Long Ago (and Far Away) и Who?. Има взаимодействия с водещи либретисти и поети от епохата си, включително Джордж Гросмит – младши, Гай Болтън, Пи Джи Удхаус, Ото Харбак, Оскар Хамърстайн II, Дороти Фийлдс, Джони Мърсър, Айра Гършуин и И.У.Харбърг.
По произход от Ню Йорк, Кърн е автор на няколко дузини бродуейски спектакли и холивудски филми, а кариерата му трае повече от 4 десетилетия. Музикалните му иновации, като танцовите ритми в размер 4/4, употребата на синкопиране и джаз прогресии, доразвиват по-ранните традиции в мюзикълите. Той и партньорите му използват мелодиите, за да дообогатят сюжета, или за да развият характеристиките на мюзикълите, като установяват образци за бъдещи мюзикъли. Макар че много от Кърновите мюзикъли и музикални филми се превръщат в хитове, само Show Boat се радва днес на модерна възстановка. Песни от другите му представления, обаче, все още се изпълняват и биват адаптирани. Кърн не одобрява джаз аранжиментите на песните си, но много джаз музиканти ги превръщат в стандарти.
|  | Тази страница частично или изцяло представлява превод на страницата Jerome Kern в Уикипедия на английски. Оригиналният текст, както и този превод, са защитени от Лиценза „Криейтив Комънс – Признание – Споделяне на споделеното“, а за съдържание, създадено преди юни 2009 година – от Лиценза за свободна документация на ГНУ. Прегледайте историята на редакциите на оригиналната страница, както и на преводната страница, за да видите списъка на съавторите. ВАЖНО: Този шаблон се отнася единствено до авторските права върху съдържанието на статията. Добавянето му не отменя изискването да се посочват конкретни източници на твърденията, които да бъдат благонадеждни. |